# Hans von Herwarth
Hans von Herwarth, född 14 juli 1904, död 21 augusti 1999, var en tysk diplomat som den 24 augusti 1939 träffade den amerikanska diplomaten Charles E. Bohlen och gav hela det hemliga tilläggsprotokollet i Molotov-Ribbentroppakten, som föregående dag hade undertecknats av de ryska och tyska utrikesministrarna. Det hemliga protokollet innehöll en överenskommelse mellan Adolf Hitler och Josef Stalin att dela upp Östeuropa i intressesfärer. Roosevelt meddelades omgående av Bohlen. En vecka senare realiserades planen då Tyskland invaderade Polen och andra världskriget startade.